# Holton (Oxfordshire)
Holton is een civil parish in het bestuurlijke gebied South Oxfordshire, in het Engelse graafschap Oxfordshire, met 639 inwoners.